# Liste des épisodes de Ben 10: Ultimate Alien
 (mars 2025).
Si vous disposez d'ouvrages ou d'articles de référence ou si vous connaissez des sites web de qualité traitant du thème abordé ici, merci de compléter l'article en donnant les références utiles à sa vérifiabilité et en les liant à la section « Notes et références ».

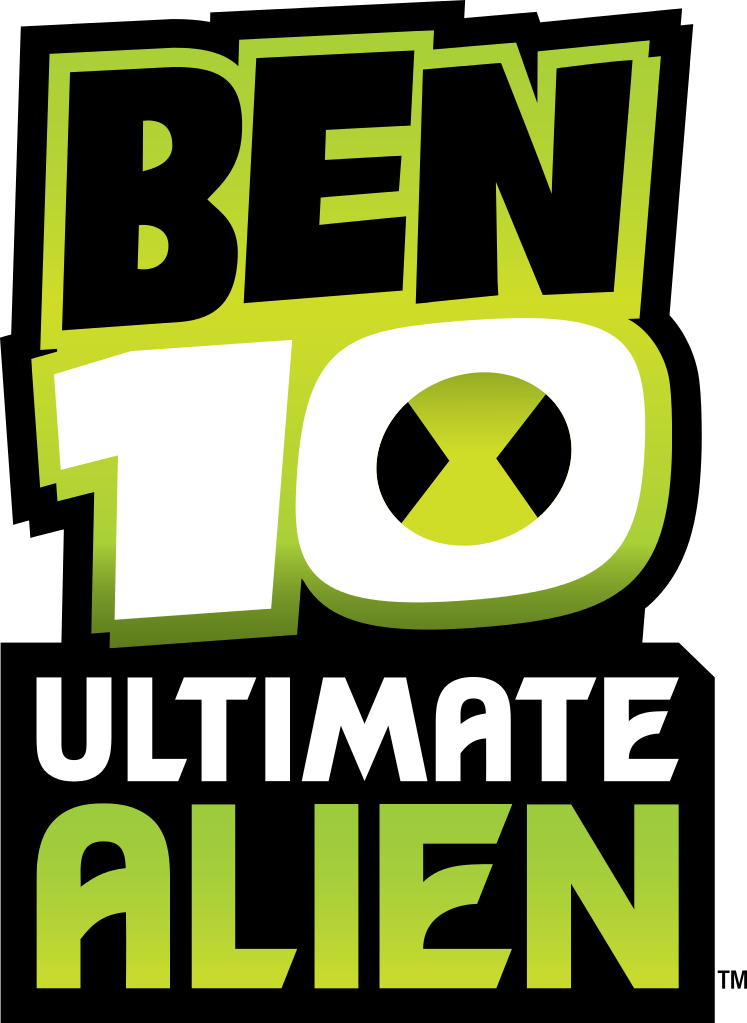
Logo de la série Ben 10: Ultimate Alien

Cet article présente la liste des épisodes de la série télévisée d'animation américaine Ben 10: Ultimate Alien. Cinquante-deux épisodes ont été produits et diffusés, répartis en trois saisons.

## Périodicité des saisons
| Saisons | Saisons | Épisodes | Première date de diffusion | Dernière date de diffusion | Les Antagonistes                    |
| ------- | ------- | -------- | -------------------------- | -------------------------- | ----------------------------------- |
|         | 1       | 20       | 15 avril 2010              | 15 novembre 2010           | Aggregor et Ultimate Kevin          |
|         | 2       | 12       | 3 janvier 2011             | 25 juillet 2011            | Des anciens et des nouveaux ennemis |
|         | 3       | 20       | 29 août 2011               | 13 juillet 2012            | Vilgax et Diagon                    |

### Première saison (Avril 2010-Novembre 2010): L'apparition d'Aggregor et la3emutationde Kévin
1. La Gloire
2. Piégé
3. Diviser pour mieux régner
4. Le Jeu vidéo
5. L'Évasion
6. L'Intouchable
7. La Faute d'Andréa
8. La Fusion
9. La Chute d'un héros
10. Ultimate Aggregor
11. La Carte de l'Infini
12. La Rançon de la gloire
13. La Planète Poisson
14. L'Alliance magique
15. Le Cube aux multiples facettes
16. La Forge de la Création
17. Aucune prison n'est assez grande
18. Les Ennemis de mes ennemis
19. Le Pouvoir absolu - 1re partie
20. Le Pouvoir absolu - 2e partie

### Deuxième saison (Janvier-Juin 2011): L'apparition de nouveaux ennemis et le retour des anciens
1. Qui es-tu, Unice ?
2. L'Œil de la Sentinelle
3. Viktor, la Créature
4. Le Grand Scoop
5. Sunny l'intrépide
6. La Revanche de l'essaim
7. La Créature de l'au-delà
8. L'Académie
9. Ce n'est pas facile d'être Gwen
10. Le Retour de Ben 10 000
11. La Tête dans les étoiles
12. Le prisonnier 775 s'est évadé

### Troisième saison (Août 2011-Juin 2012):Le Retour de Vilgax et l'apparition du cercle des gardiens de la flamme et de Diagon
1. L'Épuration
2. La Transformation génétique
3. Salutations des Techadons
4. Le Cercle des Gardiens de la Flamme
5. Un double sinon rien
6. La Parfaite Petite Amie
7. Sacrifice ultime
8. La Grande Décharge
9. La Mère de tous les Vreedles
10. Le Cœur de l'histoire
11. Parfait alignement
12. Inspecteur 13
13. Les ennemis de mes ennemis ?
14. Le Domaine des amoureux
15. Étoile filante
16. Les Œufs du dragon
17. Une nuit cauchemardesque
18. Le Début de la fin
19. L'Ennemi ultime - 1re partie
20. L'Ennemi ultime - 2e partie